# Życie w Architekturze
Życie w Architekturze – ogólnopolski konkurs architektoniczny organizowany od 1995 przez redakcję miesięcznika „Architektura-Murator”. Uchodzi za wysoko ceniony w polskim środowisku architektów. Wyróżniane są budynki nadające przestrzeni miejskiej nową jakość, respektujące wartości historyczne i kulturowe otoczenia.

## Historia
Pierwsza edycja konkursu miała miejsce w 1995. Od tego czasu jest on organizowany nieregularnie, w odstępach wynoszących od dwóch do sześciu lat. Z czasem zmieniano kategorie i liczbę przyznawanych nagród. W edycjach III, IV, VII i VIII przyznawano dodatkowe nagrody specjalne: Grand Prix Prezydenta Rzeczypospolitej Polskiej, lub ministrów w specjalnie do tego stworzonych kategoriach. Ponadto, w edycjach II, III, IV i VI specjalne nagrody przyznawały podmioty komercyjne, będące sponsorami lub partnerami konkursu w danym roku.
Nagrody przyznawane są decyzją jury konkursu składające się z architektów i przedstawicieli miesięcznika "Architektura-Murator". Nagrody specjalne posiadały osobne kapituły.
W pierwszych dziewięciu edycjach konkursu w latach 1995–2020 rywalizowało w nim ponad 3000 budynków i przestrzeni we wszystkich kategoriach.

## Laureaci nagród "Życie w Architekturze"
| Edycja | Rok  | Hasło przewodnie konkursu            | Nagroda | Laureat                                                                                 | Zwycięski projekt                                          | Zwycięski projekt                                                             |              |
| ------ | ---- | ------------------------------------ | --- | --------------------------------------------------------------------------------------- | ---------------------------------------------------------- | ----------------------------------------------------------------------------- | ------------ |
| I      | 1995 | Architektura Warszawy 1989–1995      | Najlepszy budynek Warszawy 1989–1995 | Kuryłowicz & Associates                                                                 |                                                            | Centrum Komputerowe – siedziba firmy Hector w Warszawie                       | [ 6 ]        |
| I      | 1995 | Architektura Warszawy 1989–1995      | Najlepszy dom jednorodzinny Warszawy 1989–1995 | Janusz Kaczorek, Piotr Szaroszyk, Wiesław Rudolf                                        |                                                            | Dom jednorodzinny na Żoliborzu                                                | [ 6 ]        |
| I      | 1995 | Architektura Warszawy 1989–1995      | Ulubieniec Warszawy 1989–1995 (plebiscyt mieszkańców)                                                                                               | Biuro Projektów Kazimierski i Ryba sp.j.                                                |                                                            | Centrum biurowo-handlowe Atrium w Warszawie                                   | [ 6 ]        |
| I      | 1995 | Architektura Warszawy 1989–1995      | Koszmar Sześciolecia 1989–1995 (plebiscyt mieszkańców)                                                                                              | Wolfgang Trissing, Maciej Nowicki                                                       |                                                            | Hotel Sobieski w Warszawie                                                    | [ 6 ]        |
| II     | 1998 | Architektura Warszawy 1996–1997      | Najlepszy budynek Warszawy 1996–1997 w kategorii obiektów użyteczności publicznej                                                                   | Grzegorz Stiasny, Jakub Wacławek                                                        |                                                            | Urząd Dzielnicy Warszawa-Białołęka w Warszawie                                | [ 7 ]        |
| II     | 1998 | Architektura Warszawy 1996–1997      | Najlepszy budynek Warszawy 1996–1997 w kategorii domów wielorodzinnych                                                                              | JEMS Architekci                                                                         |                                                            | Zespół mieszkalny ul. Hozjusza1/3/5 w Warszawie                               | [ 7 ]        |
| II     | 1998 | Architektura Warszawy 1996–1997      | Najlepszy budynek Warszawy 1996–1997 w kategorii domów jednorodzinnych                                                                              | nagrody nie przyznano z uwagi na zbyt małą liczbę zgłoszeń                              | nagrody nie przyznano z uwagi na zbyt małą liczbę zgłoszeń | nagrody nie przyznano z uwagi na zbyt małą liczbę zgłoszeń                    | [ 7 ]        |
| II     | 1998 | Architektura Warszawy 1996–1997      | Ulubieniec Warszawy 1996–1997 (plebiscyt mieszkańców)                                                                                               | Andrzej Buchner                                                                         |                                                            | Budynek biurowy przy ul. Kasprzaka 25 w Warszawie                             | [ 7 ]        |
| II     | 1998 | Architektura Warszawy 1996–1997      | Nagroda partnera konkursu, firmy Olivetti, dla najlepszej rekonstrukcji-modernizacji                                                                | Jerzy Czyż, Lech Klajnert, Janusz Matyjaszkiewicz, Marek Różański i Maciej Szwedziński  |                                                            | Rekonstrukcja pałacu Jabłonowskich w Warszawie                                | [ 7 ]        |
| III    | 2000 | Architektura Polski 1989–1999        | Najlepszy budynek użyteczności publicznej 1989–1999                                                                                                 | Bulanda Mucha Architekci                                                                |                                                            | Siedziba BRE Banku w Bydgoszczy                                               | [ 8 ]        |
| III    | 2000 | Architektura Polski 1989–1999        | Najlepszy budynek mieszkalny wielorodzinny 1989–1999                                                                                                | JEMS Architekci                                                                         |                                                            | Zespół mieszkalny ul. Hozjusza 1/3/5 w Warszawie                              | [ 8 ]        |
| III    | 2000 | Architektura Polski 1989–1999        | Najlepszy dom jednorodzinny 1989–1999 | Janusz Kaczorek, Piotr Szaroszyk                                                        |                                                            | Dom jednorodzinny na Żoliborzu                                                | [ 8 ]        |
| III    | 2000 | Architektura Polski 1989–1999        | Nagroda Ministra Spraw Wewnętrznych i Administracji za najlepszy obiekt użyteczności publicznej finansowany ze środków publicznych                  | Grzegorz Stiasny, Jakub Wacławek                                                        |                                                            | Urząd Dzielnicy Warszawa-Białołęka w Warszawie                                | [ 8 ]        |
| III    | 2000 | Architektura Polski 1989–1999        | Nagroda Ministra Spraw Wewnętrznych i Administracji za najlepszy obiekt użyteczności publicznej finansowany ze środków publicznych                  | Piotr Szaroszyk                                                                         |                                                            | Cmentarz Południowy w Warszawie                                               | [ 8 ]        |
| III    | 2000 | Architektura Polski 1989–1999        | Nagroda Ministra Kultury i Dziedzictwa Narodowego za najlepszą modernizację zabytkowego obiektu                                                     | A&D Wejchert Architects                                                                 |                                                            | Modernizacja i rozbudowa zabytkowego zespołu pałacu Sobańskich w Warszawie    | [ 8 ]        |
| III    | 2000 | Architektura Polski 1989–1999        | Nagroda Krajowego Duszpasterza Środowisk Twórczych za obiekt o charakterze sakralnym                                                                | Stanisław Niemczyk, Marek Kuszewski                                                     |                                                            | Kościół Miłosierdzia Bożego w Krakowie                                        | [ 8 ]        |
| III    | 2000 | Architektura Polski 1989–1999        | Nagroda Prezesa Urzędu Mieszkalnictwa i Rozwoju Miast za rozwiązania architektoniczne budynków mieszkalnych o umiarkowanej wysokości czynszu        | Andrzej Lis, Jacek Bieńkowski, Jolanta Michalczuk                                       |                                                            | Budynek mieszkalny wielorodzinny ul. Rozdroże, osiedle Pogodna III w Lublinie | [ 8 ]        |
| III    | 2000 | Architektura Polski 1989–1999        | Nagroda Prezesa Urzędu Mieszkalnictwa i Rozwoju Miast za rozwiązania architektoniczne budynków mieszkalnych o umiarkowanej wysokości czynszu        | Studio A-4                                                                              |                                                            | Renowacja Kwartału Turzyńskiego w Szczecinie                                  | [ 8 ]        |
| III    | 2000 | Architektura Polski 1989–1999        | Nagroda Mecenasa konkursu, firmy Cityboard Media za obiekt będący przykładem udanego połączenia nowoczesnej architektury z zabytkową zabudową placu | Atelier Pro, Pro Arte, DCM                                                              |                                                            | Budynek bankowo-biurowy Holland Park w Warszawie                              | [ 8 ]        |
| IV     | 2002 | Architektura Warszawy 2000–2001      | Najlepszy budynek użyteczności publicznej 2000–2001                                                                                                 | Kuryłowicz & Associates                                                                 |                                                            | Budynek biurowy Focus w Warszawie                                             | [ 9 ] [ 10 ] |
| IV     | 2002 | Architektura Warszawy 2000–2001      | Najlepszy budynek mieszkalny wielorodzinny 2000–2001                                                                                                | Robert Głowacki, Adam Pacześniak                                                        |                                                            | Osiedle Winnica w Warszawie                                                   | [ 9 ] [ 10 ] |
| IV     | 2002 | Architektura Warszawy 2000–2001      | Najlepszy dom jednorodzinny 2000–2001 | MWH Architekci                                                                          |                                                            | Zespół Mieszkaniowy Lasek w Warszawie                                         | [ 9 ] [ 10 ] |
| IV     | 2002 | Architektura Warszawy 2000–2001      | Dyplom Ministra Kultury | Marek Budzyński                                                                         |                                                            | Biblioteka Uniwersytetu Warszawskiego w Warszawie                             | [ 9 ] [ 10 ] |
| IV     | 2002 | Architektura Warszawy 2000–2001      | Dyplom Ministra Kultury | Autorskie Zespołu Architektoniczne                                                      |                                                            | Polsko-Japońska Wyższa Szkoła Technik Komputerowych w Warszawie               | [ 9 ] [ 10 ] |
| IV     | 2002 | Architektura Warszawy 2000–2001      | Nagroda Głównego Sponsora konkursu, firmy Nemetschek                                                                                                | Kuryłowicz & Associates                                                                 |                                                            | Budynek biurowy Focus w Warszawie                                             | [ 9 ] [ 10 ] |
| IV     | 2002 | Architektura Warszawy 2000–2001      | Ulubieniec Warszawy 2000–2001 (plebiscyt mieszkańców)                                                                                               | Kuryłowicz & Associates                                                                 |                                                            | Budynek biurowy Avon Cosmetics Polska w Warszawie                             | [ 9 ] [ 10 ] |
| V      | 2004 | Architektura Warszawy 2002–2003      | Najlepszy budynek użyteczności publicznej 2002–2003                                                                                                 | JEMS Architekci                                                                         |                                                            | Budynek biurowy Agora S.A. w Warszawie                                        | [ 11 ]       |
| V      | 2004 | Architektura Warszawy 2002–2003      | Najlepszy budynek mieszkalny wielorodzinny 2002–2003                                                                                                | Kuryłowicz & Associates                                                                 |                                                            | Osiedle Eko-park w Warszawie                                                  | [ 11 ]       |
| V      | 2004 | Architektura Warszawy 2002–2003      | Najlepszy dom jednorodzinny 2002–2003 | MAAS                                                                                    |                                                            | Dom na skarpie w Warszawie                                                    | [ 11 ]       |
| V      | 2004 | Architektura Warszawy 2002–2003      | Ulubieniec Warszawy 2002–2003 (plebiscyt mieszkańców)                                                                                               | Kuryłowicz & Associates                                                                 |                                                            | Budynek biurowy Centrum Królewska w Warszawie                                 | [ 11 ]       |
| VI     | 2006 | Architektura Warszawy 2004–2005      | Najlepszy budynek użyteczności publicznej 2004–2005                                                                                                 | Erick van Egeraat associated architects                                                 |                                                            | Ambasady Królestwa Niderlandów w Warszawie                                    | [ 12 ]       |
| VI     | 2006 | Architektura Warszawy 2004–2005      | Najlepszy budynek mieszkalny wielorodzinny 2004–2005                                                                                                | Aré                                                                                     |                                                            | Osiedle Inflancka w Warszawie                                                 | [ 12 ]       |
| VI     | 2006 | Architektura Warszawy 2004–2005      | Ulubieniec Warszawy 2004–2005 (plebiscyt mieszkańców)                                                                                               | Pracownia Architektoniczna BNS                                                          |                                                            | Wydziału Prawa i Administracji Uniwersytetu Warszawskiego                     | [ 12 ]       |
| VI     | 2006 | Architektura Warszawy 2004–2005      | Nagroda partnera konkursu, firmy Autodesk | S.A.M.I. Architekci                                                                     |                                                            | Kaplica akademicka Uniwersytetu Kardynała Stefana Wyszyńskiego w Warszawie    | [ 12 ]       |
| VII    | 2012 | Najlepszy Polski Budynek 2000–2012   | Grand Prix dla Najlepszego Obiektu Architektury XXI wieku                                                                                           | HS99                                                                                    |                                                            | Centrum Informacji Naukowej i Biblioteka Akademicka w Katowicach              | [ 4 ] [ 13 ] |
| VII    | 2012 | Najlepszy Polski Budynek 2000–2012   | Najlepszy Budynek Użyteczności Publicznej 2000–2012                                                                                                 | HS99                                                                                    |                                                            | Centrum Informacji Naukowej i Biblioteka Akademicka w Katowicach              | [ 4 ] [ 13 ] |
| VII    | 2012 | Najlepszy Polski Budynek 2000–2012   | Najlepszy Budynek Wielorodzinny 2000–2012 | JEMS Architekci                                                                         |                                                            | 19. Dzielnica w Warszawie                                                     | [ 4 ] [ 13 ] |
| VII    | 2012 | Najlepszy Polski Budynek 2000–2012   | Najlepszy Budynek Jednorodzinny 2000–2012 | Piotr Brzoza, Marcin Kwietowicz                                                         |                                                            | Dom z pracownią artystów w Warszawie                                          | [ 4 ] [ 13 ] |
| VII    | 2012 | Najlepszy Polski Budynek 2000–2012   | Najlepsza Przestrzeń Publiczna 2000–2012 | Maćków Pracownia Projektowa                                                             |                                                            | Zintegrowany Węzeł Przesiadkowy Wrocław Stadion                               | [ 4 ] [ 13 ] |
| VII    | 2012 | Najlepszy Polski Budynek 2000–2012   | Ulubieniec Polski 2000–2012 (plebiscyt internautów)                                                                                                 | Aré                                                                                     |                                                            | Terminal pasażerski portu lotniczego w Lublinie                               | [ 4 ] [ 13 ] |
| VIII   | 2015 | Najlepszy Polski Budynek 2013–2014   | Grand Prix dla Najlepszego Obiektu Architektury w latach 2013–2014                                                                                  | Estudio Barozzi Veiga                                                                   |                                                            | Filharmonia im. Mieczysława Karłowicza w Szczecinie                           | [ 14 ]       |
| VIII   | 2015 | Najlepszy Polski Budynek 2013–2014   | Najlepszy Budynek Użyteczności Publicznej 2013–2014                                                                                                 | nsMoonStudio, Wizja                                                                     |                                                            | Ośrodek Dokumentacji Sztuki Tadeusza Kantora Cricoteka w Krakowie             | [ 14 ]       |
| VIII   | 2015 | Najlepszy Polski Budynek 2013–2014   | Najlepszy Budynek Wielorodzinny 2013–2014 | JEMS Architekci                                                                         |                                                            | Kompleks budynków mieszkalnych przy Al. Wilanowskiej w Warszawie              | [ 14 ]       |
| VIII   | 2015 | Najlepszy Polski Budynek 2013–2014   | Najlepszy Budynek Jednorodzinny 2013–2014 | Dyrda Fikus Architekci                                                                  |                                                            | Dom w Lublińcu                                                                | [ 14 ]       |
| VIII   | 2015 | Najlepszy Polski Budynek 2013–2014   | Najlepsze wnętrze użyteczności publicznej 2013–2014                                                                                                 | Estudio Barozzi Veiga                                                                   |                                                            | Filharmonia im. Mieczysława Karłowicza w Szczecinie                           | [ 14 ]       |
| VIII   | 2015 | Najlepszy Polski Budynek 2013–2014   | Najlepsza Przestrzeń Publiczna 2013–2014 | eM4                                                                                     |                                                            | Modernizacja starówki w Gorlicach                                             | [ 14 ]       |
| VIII   | 2015 | Najlepszy Polski Budynek 2013–2014   | Nagroda Ministerstwa Kultury i Dziedzictwa Narodowego dla najlepszej realizacji w dziedzinie kultury                                                | Konior Studio                                                                           |                                                            | Narodowa Orkiestra Symfoniczna Polskiego Radia w Katowicach                   | [ 14 ]       |
| VIII   | 2015 | Najlepszy Polski Budynek 2013–2014   | Nagrodę Ministerstwa Infrastruktury i Rozwoju dla najlepszej realizacji finansowanej ze środków unijnych                                            | DDJM Biuro Architektoniczne                                                             |                                                            | Europejskie Centrum Muzyki Krzysztofa Pendereckiego w Lusławicach             | [ 14 ]       |
| VIII   | 2015 | Najlepszy Polski Budynek 2013–2014   | Ulubieniec Polski 2013–2014 (plebiscyt internautów)                                                                                                 | Mode:lina                                                                               |                                                            | Sklep Run Colours w Poznaniu                                                  | [ 14 ]       |
| IX     | 2020 | Najlepsze budynki w Polsce 2015–2019 | Najlepszy budynek użyteczności publicznej 2015–2019                                                                                                 | BBGK Architekci                                                                         |                                                            | Muzeum Katyńskie w Warszawie                                                  | [ 15 ]       |
| IX     | 2020 | Najlepsze budynki w Polsce 2015–2019 | Najlepszy Obiekt Komercyjny 2015–2019 | MVRDV                                                                                   |                                                            | Biurowiec Bałtyk w Poznaniu                                                   | [ 15 ]       |
| IX     | 2020 | Najlepsze budynki w Polsce 2015–2019 | Najlepszy budynek wielorodzinny 2015–2019 | „Superbiuro” – ponad 40 pracowni architektonicznych koordynowanych przez Miasto Wrocław |                                                            | Osiedle Nowe Żerniki we Wrocławiu                                             | [ 15 ]       |
| IX     | 2020 | Najlepsze budynki w Polsce 2015–2019 | Najlepszy Budynek Jednorodzinny 2015–2019 | jojko+nawrocki architekci                                                               |                                                            | Dom w Będzinie                                                                | [ 15 ]       |
| IX     | 2020 | Najlepsze budynki w Polsce 2015–2019 | Najlepsza przestrzeń publiczna 2015–2019 | Robert Konieczny KWK Promes                                                             |                                                            | Centrum Dialogu Przełomy w Szczecinie                                         | [ 15 ]       |
| IX     | 2020 | Najlepsze budynki w Polsce 2015–2019 | Najlepszy obiekt projektowany dla klimatu 2015–2019                                                                                                 | WXCA                                                                                    |                                                            | Europejskiemu Centrum Edukacji Geologicznej w Chęcinach                       | [ 15 ]       |
| IX     | 2020 | Najlepsze budynki w Polsce 2015–2019 | Najlepszy obiekt odpowiedzialny społecznie 2015–2019                                                                                                | xystudio                                                                                |                                                            | Dom dla bezdomnych w Jankowicach                                              | [ 15 ]       |
| IX     | 2020 | Najlepsze budynki w Polsce 2015–2019 | Nagroda specjalna i tytuł realizacji najlepiej odpowiadającej na wyzwania współczesnego świata                                                      | Marlena Wolnik MWArchitekci                                                             |                                                            | Centrum Aktywności Lokalnej w Rybniku                                         | [ 15 ]       |
| IX     | 2020 | Najlepsze budynki w Polsce 2015–2019 | Ulubieniec Polski 2015–2019 (plebiscyt internautów)                                                                                                 | „Superbiuro” – ponad 40 pracowni architektonicznych koordynowanych przez Miasto Wrocław |                                                            | Osiedle Nowe Żerniki we Wrocławiu                                             | [ 15 ]       |